# Alex Oliveira (peleador)
Alex de Oliveira (Río de Janeiro, Brasil, 21 de febrero de 1988) es un artista marcial mixto brasileño que compite actualmente en la división de peso wélter de Ultimate Fighting Championship (UFC).

## Primeros años
Nacido y criado en Río de Janeiro, Oliveira trabajó durante un tiempo como obrero de la construcción y jinete de toros antes de empezar a entrenar en artes marciales. Oliveira tuvo tres hermanos -de los cuales dos fallecieron por delitos violentos- y cuatro hermanas. También se entrenó en Muay Thai durante un par de años antes de pasarse a las artes marciales mixtas a los 22 años.

## Carrera en artes marciales mixtas
Luchando fuera de Río de Janeiro, hizo su debut profesional compitiendo en la división de peso welter en diciembre de 2011. Compiló un récord de 11-2-1 (1), incluyendo un período de dos combates para Bitetti Combat mientras competía exclusivamente para promociones regionales en su Brasil natal. Tras vencer por decisión unánime a Joilton Santos, Oliveira firmó con la UFC a principios de 2015.

### Ultimate Fighting Championship
Oliveira hizo su debut promocional como un reemplazo de corto aviso contra Gilbert Burns el 21 de marzo de 2015 en UFC Fight Night: Maia vs. LaFlare, sustituyendo a un lesionado Josh Thomson. Tras ganar los dos primeros asaltos, Oliveira perdió por sumisión en el tercero.
Para su segundo combate en la UFC, Oliveira volvió a ser fichado como reemplazo de corto plazo y se enfrentó a K.J. Noons el 30 de mayo de 2015 en UFC Fight Night: Condit vs. Alves, sustituyendo a Yan Cabral. Oliveira ganó el combate por sumisión en el primer asalto.
Compitiendo en su tercer combate de UFC en poco más de tres meses, Oliveira se enfrentó al recién llegado a la promoción Joe Merritt el 27 de junio de 2015 en UFC Fight Night: Machida vs. Romero. Oliveira ganó el combate por decisión unánime.
Oliveira se enfrentó a Piotr Hallmann en un combate de peso ligero el 7 de noviembre de 2015 en UFC Fight Night: Belfort vs. Henderson 3. Ganó el combate por nocaut en el tercer asalto.  Esta victoria le valió el premio a la Actuación de la Noche.
Oliveira luchó contra Donald Cerrone el 21 de febrero de 2016 en UFC Fight Night: Cerrone vs. Oliveira, sustituyendo a Tim Means. Oliveira perdió el combate por sumisión en el primer asalto.
Oliveira se enfrentó a James Moontasri el 23 de julio de 2016 en UFC on Fox: Holm vs. Shevchenko. Ganó el combate unilateral por decisión unánime.
Oliveira se enfrentó a Will Brooks en un combate de peso ligero el 1 de octubre de 2016 en UFC Fight Night: Lineker vs. Dodson. El combate se celebró con un peso acordado de 161.5 libras, ya que Oliveira no cumplió con el peso. Oliveira ganó el combate por KO en el tercer asalto.
Oliveira se enfrentó a Tim Means el 30 de diciembre de 2016 en UFC 207. El combate se detuvo en el primer asalto después de que Means descargara varios rodillazos en la cabeza de Oliveira cuando éste se consideraba un oponente en el suelo. Como resultado, Oliveira no pudo continuar después de que se produjera la falta. Posteriormente, el árbitro Dan Miragliotta juzgó que la falta fue accidental, y a su vez, el resultado fue calificado como Sin Resultado.
La revancha con Means finalmente tuvo lugar el 11 de marzo de 2017 en UFC Fight Night: Belfort vs. Gastelum. Oliveira ganó el combate por sumisión en el segundo asalto.
Oliveira se enfrentó a Ryan LaFlare el 22 de julio de 2017 en UFC on Fox: Weidman vs. Gastelum. Ganó el combate por nocaut en el segundo asalto, después de asestar un oportuno uppercut de derecha. Este combate le valió el premio a la Actuación de la Noche.
Oliveira se enfrentó a Yancy Medeiros el 2 de diciembre de 2017 en UFC 218. Perdió el combate de ida y vuelta por TKO en el tercer asalto. Este combate le valió el premio a la Pelea de la Noche.
Oliveira derrotó a Carlos Condit el 14 de abril de 2018 en UFC on Fox: Poirier vs. Gaethje, tras sustituir al lesionado Matt Brown. Ganó el combate por sumisión en el segundo asalto. Este combate le valió el premio a la Actuación de la Noche.
Se esperaba que Oliveira se enfrentara a Neil Magny el 22 de septiembre de 2018 en UFC Fight Night: Santos vs. Anders. Sin embargo, Magny fue retirado del emparejamiento el 22 de agosto en favor de un enfrentamiento con Santiago Ponzinibbio en noviembre en UFC Fight Night: Magny vs. Ponzinibbio. Fue reemplazado por Carlo Pedersoli Jr. Oliveira ganó el combate por nocaut a los 39 segundos del primer asalto.
Oliveira se enfrentó a Gunnar Nelson el 8 de diciembre de 2018 en UFC 231. Perdió el combate por sumisión en el segundo asalto.
Se esperaba que Oliveira se enfrentara a Li Jingliang el 27 de abril de 2019 en UFC Fight Night: Jacaré vs. Hermansson. Sin embargo, se informó el 23 de marzo de 2019 que Li se lesionó y se vio obligado a retirarse del combate. Fue sustituido por Mike Perry. Oliveira perdió el combate de ida y vuelta por decisión unánime. El combate también le valió a Oliveira el premio a la Pelea de la Noche.
Oliveira se enfrentó al veterano que regresa Nicolas Dalby el 28 de septiembre de 2019 en UFC Fight Night: Hermansson vs. Cannonier. Perdió el combate por decisión unánime. Posteriormente, la decisión fue recurrida por la actuación errónea del árbitro.
Se esperaba que Oliveira se enfrentara a Mickey Gall el 29 de febrero de 2020 en UFC Fight Night: Benavidez vs. Figueiredo. Sin embargo, el 27 de diciembre de 2019 el combate fue retirado del evento por UFC. El combate no fue reemplazado y no se dio ninguna razón de UFC. Oliveira fue rápidamente reprogramado y en su lugar se enfrentó a Max Griffin la semana siguiente en UFC 248. Ganó el combate de ida y vuelta por decisión dividida.
Oliveira se enfrentó a Peter Sobotta el 26 de julio de 2020 en UFC on ESPN: Whittaker vs. Till. Ganó el combate por decisión unánime.
Oliveira se enfrentó a Shavkat Rakhmonov, en sustitución del lesionado Elizeu Zaleski dos Santos el 24 de octubre de 2020 en UFC 254. En el pesaje, Oliveira pesó 173 libras, dos libras por encima del límite del combate de peso weéter no titulada. El combate se desarrolló en el peso acordado y recibió el 20% de su bolsa, que fue a parar a manos de su oponente Rakhmonov. Oliveira perdió el combate por sumisión en el primer asalto.
Se esperaba que Oliveira se enfrentara a Randy Brown el 27 de febrero de 2021 en UFC Fight Night: Rozenstruik vs. Gane. Sin embargo, Brown se retiró de la pelea durante la semana previa al evento debido a razones no reveladas, y fue reemplazado por el recién llegado a la promoción Ramazan Kuramagomedov. Sin embargo, el combate se canceló el día antes del evento cuando Kuramagomedov se retiró por enfermedad. El combate entre Oliveira y Brown fue reprogramado y finalmente tuvo lugar en UFC 261 el 24 de abril de 2021. Oliveira perdió el combate por sumisión en el primer asalto.
Oliveira se enfrentó a Niko Price el 2 de octubre de 2021 en UFC Fight Night: Santos vs. Walker. Perdió el combate por decisión unánime.

## Vida personal
Oliveira recibe el apodo de "Cowboy" por haber sido jinete de rodeo.
Oliveira tiene diez hijos de varias relaciones.

### Ataque con granada en la Nochebuena de 2018
Oliveira sufrió una lesión en la pierna y pasó por el quirófano en la Nochebuena de 2018 para extraer fragmentos de una granada cuando fue a buscar gasolina para el coche de su madre en Tres Ríos (Brasil) y una granada fue lanzada hacia su dirección mientras los miembros de su familia estaban en un altercado con matones armados con machetes, cuchillos y una granada.

### Incidentes en mayo de 2019
Según los informes, Oliveira, aparentemente intoxicado, tuvo un altercado con un guardia de seguridad durante una fiesta el 24 de mayo de 2019. A la mañana siguiente, Oliveira se presentó en el apartamento de su esposa donde supuestamente la agredió, huyendo de la escena en una motocicleta con la hija de ambos. La niña fue encontrada el 26 de mayo en el apartamento de una hermana de Oliveira, y en general se había entendido que Oliveira estaba reportado como desaparecido hasta su llegada a principios de marzo de 2020 a Las Vegas para la tarjeta de pelea de UFC 248 en la que compitió.
En una entrevista, Oliveira negó haber golpeado a su esposa, pero no comentó sobre otras acusaciones. Oliveira también dijo que sólo tuvieron una discusión y que no se han separado: al contrario, su mujer está embarazada de nuevo.

## Campeonatos y logros
- Ultimate Fighting Championship
  - Actuación de la Noche (tres veces) vs Piotr Hallmann, Ryan LaFlare y Carlos Condit
  - Pelea de la Noche (dos veces) vs Yancy Medeiros y Mike Perry[35][49]
- ESPN
  - Pelea del año 2017 vs. Yancy Medeiros[74]

## Récord en artes marciales mixtas
| Resultado     | Récord      | Oponente                | Método                                     | Evento                                    | Fecha                    | Ronda | Tiempo | Localización            | Notas                                                                                              |
| ------------- | ----------- | ----------------------- | ------------------------------------------ | ----------------------------------------- | ------------------------ | ----- | ------ | ----------------------- | -------------------------------------------------------------------------------------------------- |
| Derrota       | 22-12-1 (2) | Kevin Holland           | TKO (puñetazos y codazos)                  | UFC 272                                   | 5 de marzo de 2022       | 2     | 0:38   | Las Vegas, Nevada       | |
| Derrota       | 22-11-1 (2) | Niko Price              | Decisión (unánime)                         | UFC Fight Night: Santos vs. Walker        | 2 de octubre de 2021     | 3     | 5:00   | Las Vegas, Nevada       | |
| Derrota       | 22-10-1 (2) | Randy Brown             | Sumisión (estrangulamiento por detrás)     | UFC 261                                   | 24 de abril de 2021      | 1     | 2:50   | Jacksonville, Florida   | |
| Derrota       | 22-9-1 (2)  | Shavkat Rakhmonov       | Sumisión (estrangulamiento por guillotina) | UFC 254                                   | 24 de octubre de 2020    | 1     | 4:40   | Abu Dhabi               | Combate de peso acordado (173 libras); Oliveira no cumplió con el peso.                            |
| Victoria      | 22-8-1 (2)  | Peter Sobotta           | Decisión (unánime)                         | UFC on ESPN: Whittaker vs. Till           | 26 de julio de 2020      | 3     | 5:00   | Abu Dhabi               | |
| Victoria      | 21-8-1 (2)  | Max Griffin             | Decisión (dividida)                        | UFC 248                                   | 7 de marzo de 2020       | 3     | 5:00   | Las Vegas, Nevada       | |
| Derrota       | 20-8-1 (2)  | Nicolas Dalby           | Decisión (unánime)                         | UFC Fight Night: Hermansson vs. Cannonier | 28 de septiembre de 2019 | 3     | 5:00   | Copenhague              | |
| Derrota       | 20-7-1 (2)  | Mike Perry              | Decisión (unánime)                         | UFC Fight Night: Jacaré vs. Hermansson    | 27 de abril de 2019      | 3     | 5:00   | Sunrise, Florida        | Pelea de la Noche.                                                                                 |
| Derrota       | 20-6-1 (2)  | Gunnar Nelson           | Sumisión (estrangulamiento por detrás)     | UFC 231                                   | 8 de diciembre de 2018   | 2     | 4:17   | Toronto, Ontario        | |
| Victoria      | 20-5-1 (2)  | Carlo Pedersoli Jr.     | TKO (puñetazos)                            | UFC Fight Night: Santos vs. Anders        | 22 de septiembre de 2018 | 1     | 0:39   | São Paulo               | |
| Victoria      | 19-5-1 (2)  | Carlos Condit           | Sumisión (estrangulamiento por guillotina) | UFC on Fox: Poirier vs. Gaethje           | 14 de abril de 2018      | 2     | 3:17   | Glendale, Arizona       | Actuación de la Noche.                                                                             |
| Derrota       | 18-5-1 (2)  | Yancy Medeiros          | TKO (puñetazos)                            | UFC 218                                   | 2 de diciembre de 2017   | 3     | 2:02   | Detroit, Michigan       | Pelea de la Noche.                                                                                 |
| Victoria      | 18-4-1 (2)  | Ryan LaFlare            | KO (puñetazo)                              | UFC on Fox: Weidman vs. Gastelum          | 22 de julio de 2017      | 2     | 1:50   | Uniondale, Nueva York   | Actuación de la Noche.                                                                             |
| Victoria      | 17-4-1 (2)  | Tim Means               | Sumisión (estrangulamiento por detrás)     | UFC Fight Night: Belfort vs. Gastelum     | 11 de marzo de 2017      | 2     | 2:38   | Fortaleza               | |
| Sin resultado | 16-4-1 (2)  | Tim Means               | Sin resultado (rodillazos ilegales)        | UFC 207                                   | 30 de diciembre de 2016  | 1     | 3:33   | Las Vegas, Nevada       | Means descargó varios rodillazos en la cabeza de Oliveira, que se consideró un oponente derribado. |
| Victoria      | 16-4-1 (1)  | Will Brooks             | KO (puñetazos)                             | UFC Fight Night: Lineker vs. Dodson       | 1 de octubre de 2016     | 3     | 3:30   | Portland, Oregón        | Combate de peso ligero; Oliveira no alcanzó el peso (161.5 libras).                                |
| Victoria      | 15-4-1 (1)  | James Moontasri         | Decisión (unánime)                         | UFC on Fox: Holm vs. Shevchenko           | 23 de julio de 2016      | 3     | 5:00   | Chicago, Illinois       | |
| Derrota       | 14-4-1 (1)  | Donald Cerrone          | Sumisión (estrangulamiento por triángulo)  | UFC Fight Night: Cerrone vs. Oliveira     | 21 de febrero de 2016    | 1     | 2:33   | Pittsburgh, Pensilvania | |
| Victoria      | 14-3-1 (1)  | Piotr Hallmann          | KO (puñetazo)                              | UFC Fight Night: Belfort vs. Henderson 3  | 7 de noviembre de 2015   | 3     | 0:51   | São Paulo               | Combate de peso ligero. Actuación de la Noche.                                                     |
| Victoria      | 13-3-1 (1)  | Joe Merritt             | Decisión (unánime)                         | UFC Fight Night: Machida vs. Romero       | 27 de junio de 2015      | 3     | 5:00   | Hollywood, Florida      | |
| Victoria      | 12-3-1 (1)  | K.J. Noons              | Sumisión (estrangulamiento por detrás)     | UFC Fight Night: Condit vs. Alves         | 30 de mayo de 2015       | 1     | 2:51   | Goiânia                 | |
| Derrota       | 11-3-1 (1)  | Gilbert Burns           | Sumisión (barra de brazo)                  | UFC Fight Night: Maia vs. LaFlare         | 21 de marzo de 2015      | 3     | 4:14   | Río de Janeiro          | Combate de peso ligero.                                                                            |
| Victoria      | 11-2-1 (1)  | Joilton Santos          | Decisión (unánime)                         | Face to Face 10                           | 21 de febrero de 2015    | 3     | 5:00   | Itaboraí                | |
| Victoria      | 10-2-1 (1)  | Douglas Aparecido       | TKO (puñetazos)                            | Watch Out Combat Show 38                  | 18 de octubre de 2014    | 1     | 2:52   | Ubá                     | Combate de peso acordado (163 libras).                                                             |
| Victoria      | 9-2-1 (1)   | Ederson Moreira         | Sumisión (estrangulamiento por detrás)     | Watch Out Combat Show 36                  | 18 de julio de 2014      | 1     | 4:18   | Três Rios               | Combate de peso acordado (165 libras).                                                             |
| Sin resultado | 8-2-1 (1)   | Rogerio Matias          | Sin resultado (anulado)                    | CEF 10                                    | 29 de mayo de 2014       | 1     | 5:00   | Maceió                  | Por el Campeonato de Peso Welter de CEF.                                                           |
| Victoria      | 8-2-1       | Fabio Lima Ferreira     | TKO (puñetazos)                            | Bitetti Combat 19                         | 6 de febrero de 2014     | 1     | 4:26   | Manaus                  | |
| Victoria      | 7-2-1       | Welton Doidao           | Sumisión (estrangulamiento por detrás)     | Watch Out Combat Show 32                  | 13 de diciembre de 2013  | 3     | 3:44   | Río de Janeiro          | |
| Victoria      | 6-2-1       | Thiago Macedo           | TKO (puñetazos)                            | Watch Out Combat Show 27                  | 2 de agosto de 2013      | 1     | 2:40   | Río de Janeiro          | |
| Empate        | 5-2-1       | Kenedy Gualande Andrade | Empate (unánime)                           | Luta Contra o Crack                       | 23 de junio de 2013      | 3     | 5:00   | Río de Janeiro          | |
| Victoria      | 5-2         | Jone Guilherme Garcia   | TKO (puñetazos)                            | Bitetti Combat 15                         | 11 de mayo de 2013       | 2     | 2:03   | Río de Janeiro          | |
| Derrota       | 4-2         | Wendell Oliveira        | Decisión (unánime)                         | Watch Out Combat Show 25                  | 12 de abril de 2013      | 3     | 5:00   | Río de Janeiro          | |
| Victoria      | 4-1         | Daniel Silva            | TKO (parada médica)                        | JF Fight Evolution                        | 6 de octubre de 2012     | 1     | 5:00   | Juiz de Fora            | |
| Victoria      | 3-1         | Fabi Ohany              | TKO (puñetazos)                            | Vicosa Fight 2                            | 25 de agosto de 2012     | 1     | 1:43   | Viçosa                  | |
| Victoria      | 2-1         | Leandro Beinrothi       | TKO (rodillazos)                           | Big Fights Champions                      | 30 de junio de 2012      | 1     | 0:57   | Nova Serrana            | |
| Derrota       | 1-1         | Wallace Dantas          | Sumisión (estrangulamiento por triángulo)  | ATS Kombat 1                              | 26 de mayo de 2012       | 1     | 1:03   | Senador Firmino         | |
| Victoria      | 1-0         | Rodrigo Rodrigo         | KO (puñetazos)                             | Ervalia Fight                             | 10 de diciembre de 2011  | 1     | N/A    | Ervália                 | |